# 노요리 료지
노요리 료지(일본어: 野依 良治, 1938년 9월 3일~)는 일본의 화학자(유기화학)이다. 학위는 공학박사(교토 대학, 1967년).
일본 학사원 회원, 국립연구개발법인 과학기술진흥기구 연구개발전략센터장, 나고야 대학 특임교수, 메이조 대학 객원교수, 다카사고 향료공업 주식회사 이사, 나고야 대학 대학원 이학연구과 연구과장, 이학부장, 물질과학국제연구센터장, 독립행정법인 이화학연구소 이사장 등을 역임했다. 2001년에 ‘카이랄성을 갖고 촉매되는 수소 첨가 반응에 대한 연구’에 의한 공로로 윌리엄 스탠디시 놀스, 칼 배리 샤플리스와 함께 노벨 화학상을 수상했다.

## 인물

### 학창 시절
1938년 9월, 효고현 무코군 세이도촌(현: 아시야시)에서 노요리 가네키·노요리 스즈코의 장남으로 태어났다. 1945년에 종전을 맞아 피난했던 곳에서 고베시로 되돌아와서 효고 사범학교 남자부 부속초등학교(고베 대학 부속 스미요시 초등학교의 전신)에 입학했다. 1951년 4월에는 나다 중학교·고등학교에 진학하여 나일론은 석탄과 물과 공기에서 만들어졌다는 이야기를 듣고 화학에 대한 뜻을 품게 됐다. 1957년 4월에 교토 대학 공학부에 진학했다.
1961년 3월에 교토 대학 공학부 공업화학과를 졸업했고 2년 뒤인 1963년 3월에는 교토 대학 대학원에서 공학연구과 공업화학 전공으로 석사과정을 수료, 이후 1967년 9월에 교토 대학에서 공학박사 학위를 취득했다.

### 학술 활동
1963년 4월, 교토 대학 공학부에서 노자키 히토시 연구실의 조수로 발탁됐고 1967년 9월에 공학박사 학위를 취득했다. 논문 제목은 《The chemistry of metastable species leading to strained homocyclic molecules》(비틀림을 갖는 탄소고리의 합성에 있어서 불안정체의 화학)이다.
1968년 2월 나고야 대학 이학부에서 조교수로 부임했고 1969년 1월에는 미국으로 건너가서 하버드 대학교 박사연구원으로서 일라이어스 제임스 코리(1990년 노벨 화학상 수상)의 지도 하에 1970년 3월까지 연구를 했다. 이 시기에 훗날 노벨 화학상 공동 수상자가 되는 칼 배리 샤플리스와의 교류가 시작됐다. 귀국 후인 1972년 8월에 나고야 대학의 이학부 교수로 승진했고 같은 해 노요리 히로코와 결혼했다. 그 후 1983년에는 멘톨의 양산화에 성공하고 1986년에 BINAP-루테늄 촉매를 발명하는 등의 업적을 남겼다.
1996년 2월부터 나고야 대학의 대학원에서 이학연구과 교수를 맡았고 1997년 1월에는 이학연구과장 및 이학부장, 2000년 4월에는 같은 대학의 물질과학국제연구센터에서 센터장으로 부임했다. 2003년 7월부터 독립행정법인 이화학연구소에서 이사장을 맡고 있었지만 오보카타 하루코 등에 의한 STAP 세포와 관련된 논문 조작 사건에 대한 진상 조사와 대응책 마련에 착수하는 등 연구소 차원의 움직임이 일고 있는 와중에 임기 도중인 2015년 3월에 이사장직에서 물러났다. 퇴임의 주된 이유는 고령 때문이었지만 같은 해 5월 과학기술진흥기구(JST)의 연구개발전략센터장으로 취임함으로써 사실상 문책성 사임으로 간주된 것이다.

### 공적 활동
또한 공적 활동에도 참여하여 문부성 학술심의회 위원, 문부과학성 과학기술·학술심의회 위원, 일본 학술진흥회 학술고문 등의 직무를 맡았다. 2006년에는 아베 신조 내각에서 설치된 정부의 교육재생회의에서 단장으로 취임했다. 2007년에 아키히토·미치코 황후의 유럽 5개국 방문 당시에 수석 수행원을 맡았다.

## 연구 실적

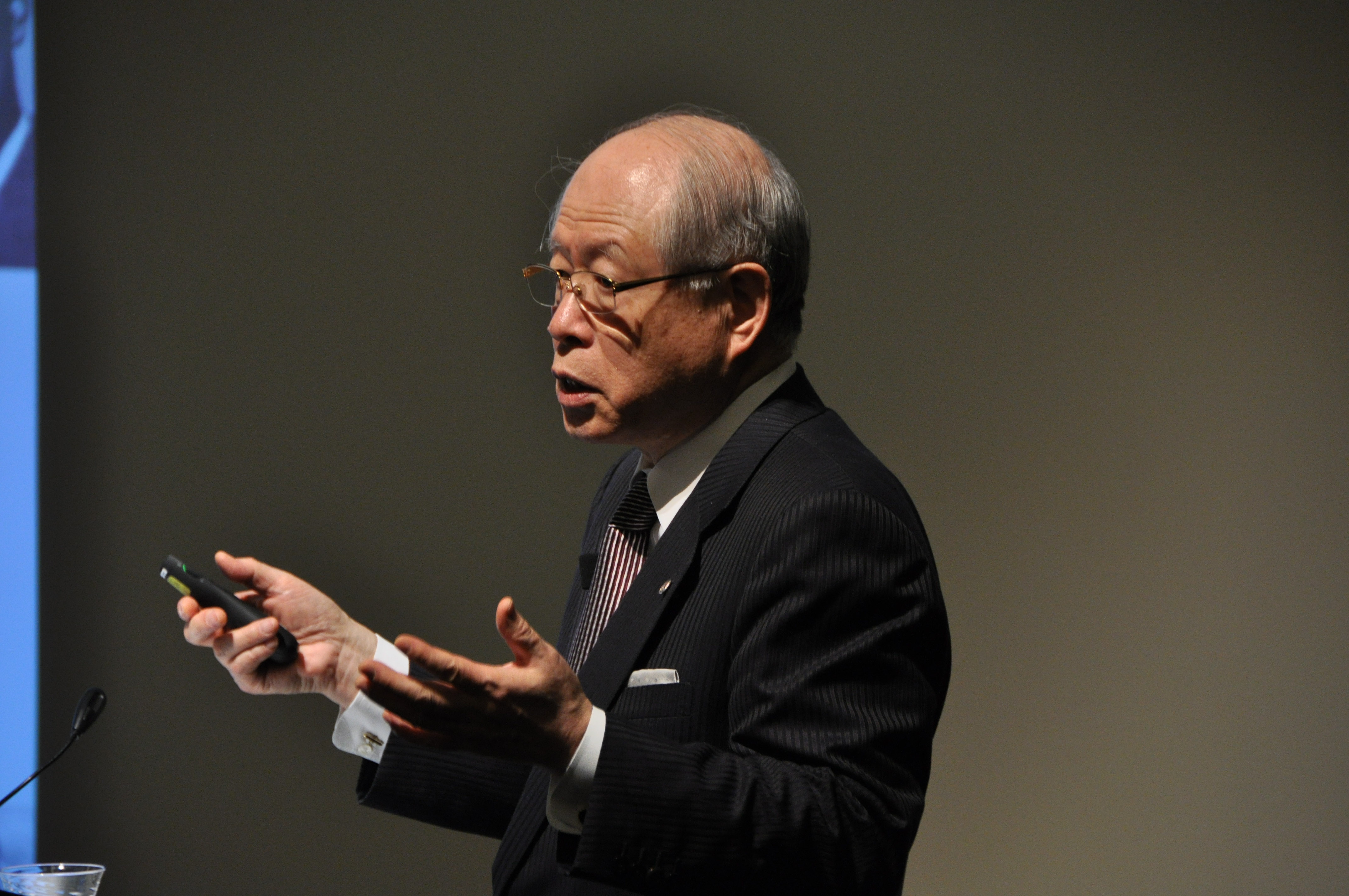
이화학연구소 이사장 시절에 강연하는 모습(2013년 1월 25일)

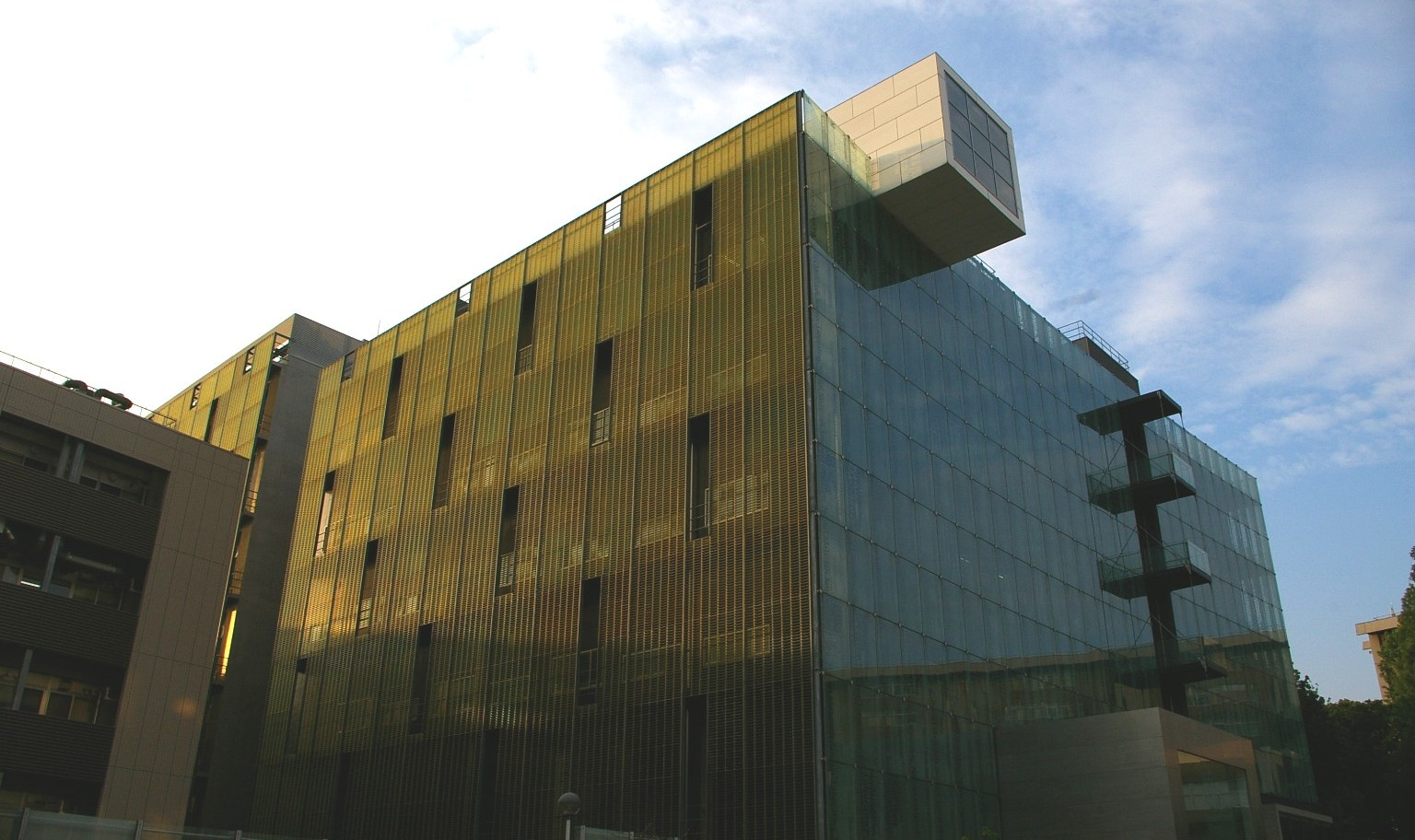
노요리 기념 물질 과학 연구관(나고야 대학)

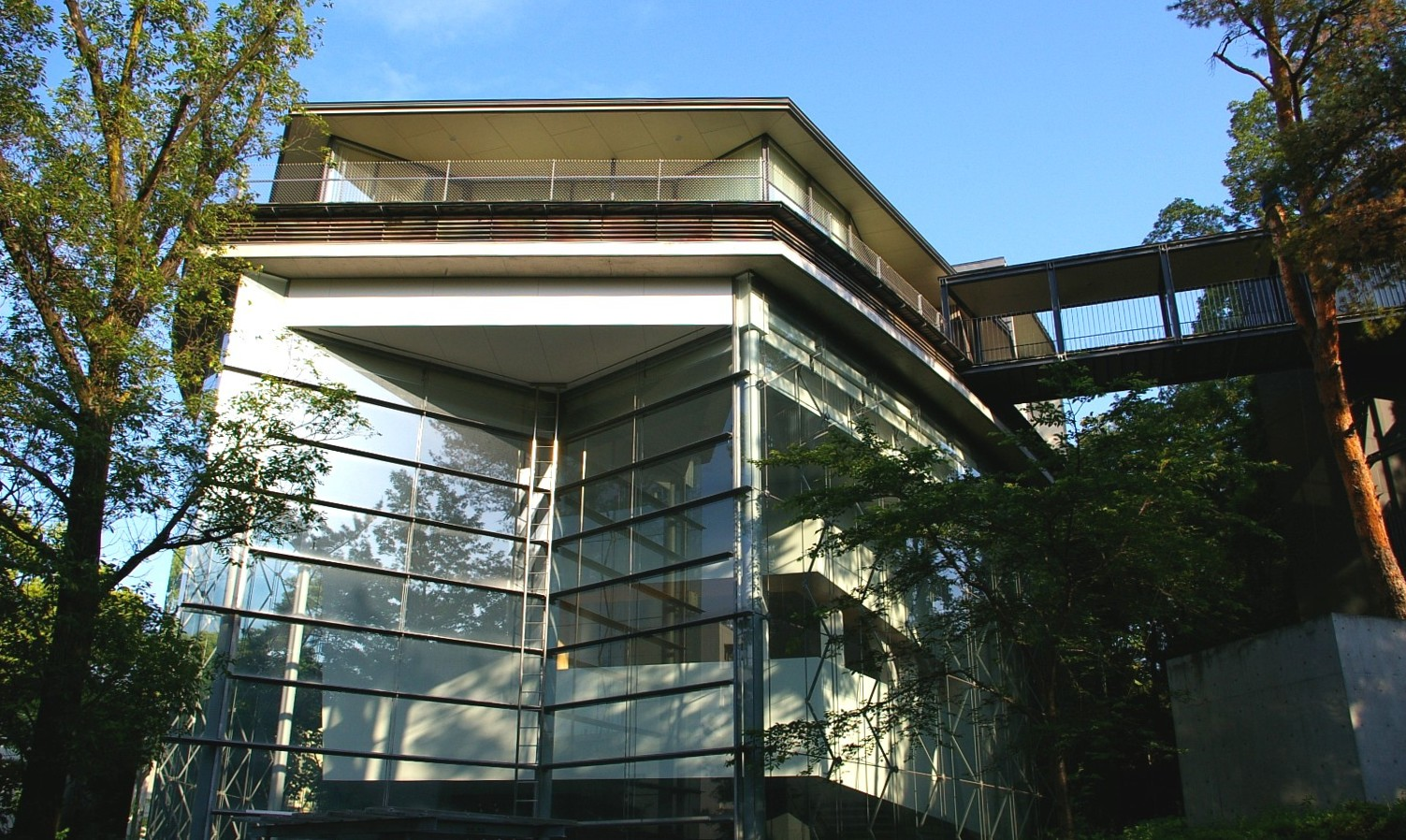
노요리 기념 학술 교류관(나고야 대학)

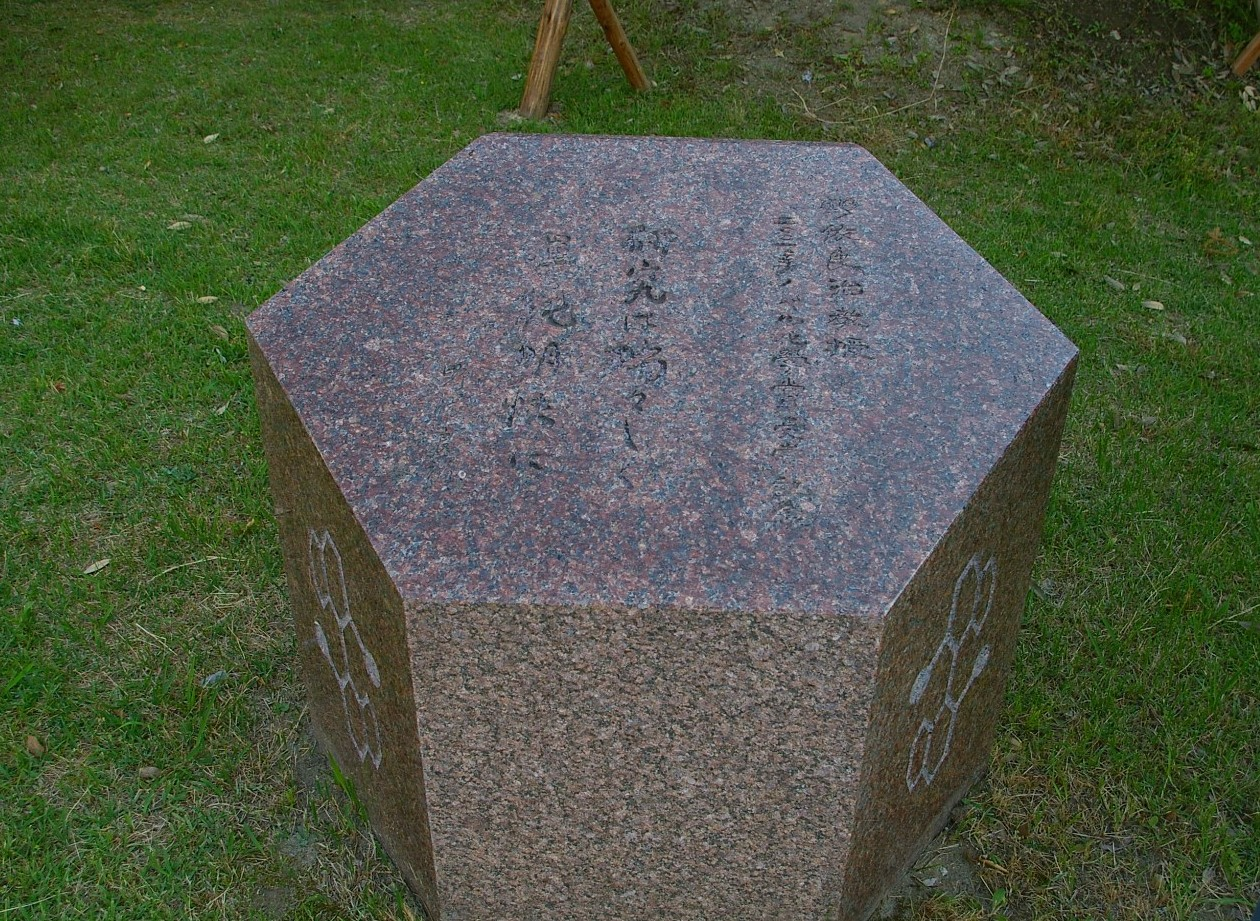
나고야 대학 히가시야마 캠퍼스에 세워진 노요리 료지의 노벨상 수상 기념비. 비석에 ‘연구는 신선하고, 단순 명쾌하게’(「研究は瑞々しく、単純明快に」) 라는 문구가 새겨져 있다.

- 알켄의 비대칭 수소화(노요리 비대칭 수소화 반응) 등에 리간드로서 이용되는 BINAP을 개발했다.
- Rh-BINAP을 이용한 비대칭 합성 반응에 의해 멘톨 합성의 공업화를 가능케 했다.
- 카보닐기 화합물을 카이랄 선택적으로 알코올로 변환할 수 있는 금속 착체 촉매(BINAP-디아민루테늄(II) 촉매)를 개발했다.[15] 이 촉매는 매우 많은 카보닐기 화합물에 적용 가능한 범용성이 높은 것이며 의약품, 농약, 향료 등을 만들 때 열쇠가 되는 비대칭 합성 반응에 널리 이용되고 있다. 이러한 성과가 노벨 화학상 수상에 크게 기여하고 있다.

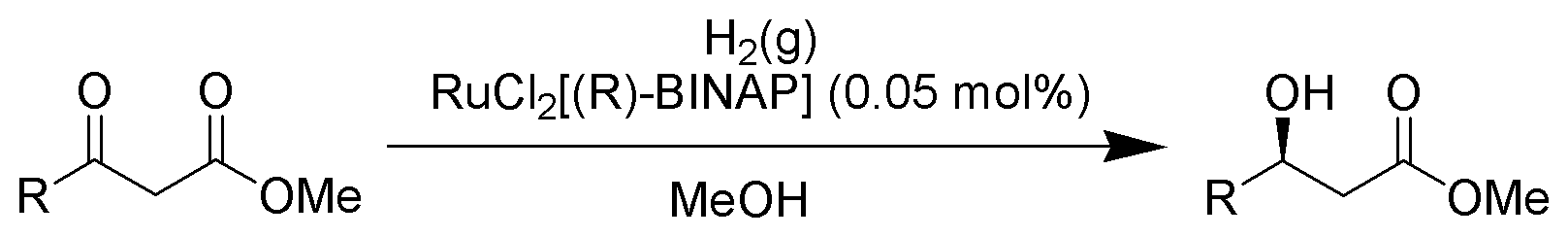
노요리 비대칭 수소화 반응

## 발언
- 2006년 12월 8일에 열린 교육재생회의 ‘규범 의식·가족·지역 교육재생분과회’(제2분과회)[16]에서 “학습숙은 성적이 나쁜 아이가 가기 위해서는 필요하지만 보통 이상의 아이는 금지에 해야 한다”라고 주장해 논란을 불러 일으켰다. 노요리의 발언에 동조하는 위원도 있었지만 다른 위원에게서는 ‘학문의 영역이 넓어졌다’, ‘수학의 레벨은 학원에 의해서 유지되고 있다’는 등의 반론을 받았다. 노요리의 주장은 이 회의가 12월 21일에 정리한 제1차 보고의 원안에는 들어있지 않았다.
- 2009년 11월 25일에 열린 ‘첨단과학조사회’(문부과학성의 정책회의가 학습회로 설치한 것)에서는 정부의 사업 구분으로 과학 기술 관련 사업의 예산 삭감이 잇따르고 있는 것에 대해 “과학 기술은 일본이 국제 경쟁을 살리는 수단이며 국제 협조의 기둥이다. 이것을 삭감하는 것은 견식이 없다”고 강도 높게 비판했다. 이 가운데는 다른 선진국과 비교해서 과학 기술 관련 예산이 현저하게 적은 것과 미국에서 박사 학위를 취득한 사람이 중화인민공화국의 20분의 1, 대한민국의 6분의 1이라는 현상을 지적하고 “10년 후, 각국에 거대한 과학 국제 인맥이 형성되면서 일본은 뒤처질 가능성이 있다”, “(사업 구분은)장래에 역사의 법정에 설 각오로 하고 있는지 묻고 싶다”라고 비판했다.[17] 노요리의 비판에 가토 히데키 행정 쇄신 회의 사무국장은 “(구분의 논의를) 보지도, 듣지도, 알지도 못하고 ‘견식이 없다’고 말하는 것은 비과학적”이라고 반박했다.[18]

## 주요 경력

### 약력

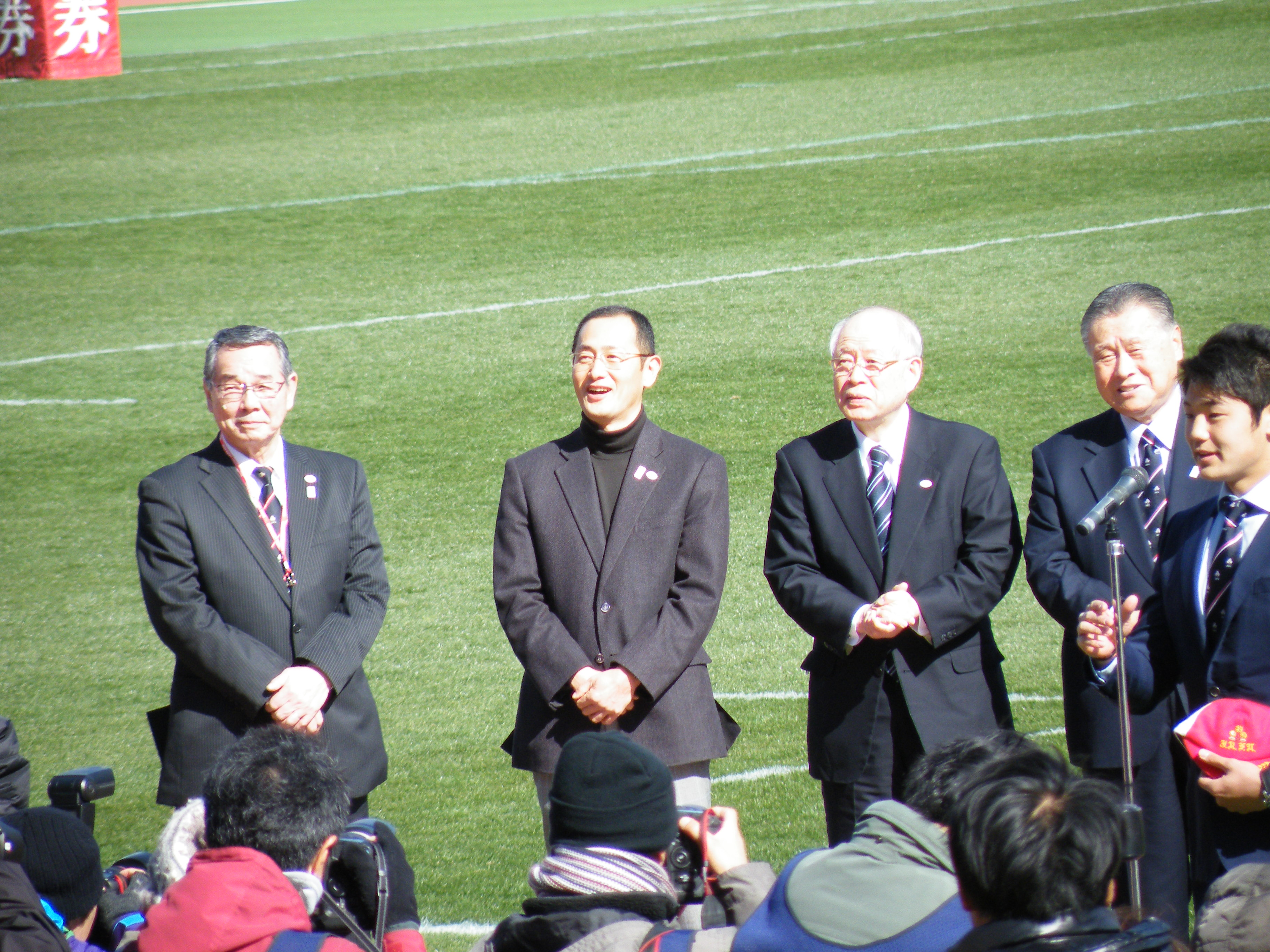
제50회 일본 럭비 풋볼 선수권 대회 행사에 참석한 노요리(우측에서 세 번째)와 야마나카 신야(좌측에서 두 번째)

- 1938년 9월: 효고현 무코군 세이도촌(현: 아시야시)에서 태어남
- 1961년 3월: 교토 대학 공학부 졸업
- 1963년 3월: 교토 대학 대학원 공학연구과 석사과정 수료, 공학석사(교토 대학)
- 1963년 4월: 교토 대학 공학부 조수
- 1967년 9월: 공학박사 학위 취득(교토 대학 대학원)
- 1968년 2월: 나고야 대학 이학부 조교수
- 1969년 1월: 하버드 대학교 박사연구원
- 1972년 8월: 나고야 대학 이학부 교수
- 1996년 2월: 문부성 학술심의회 위원( ~ 2001년 1월)
- 1996년 4월: 나고야 대학 대학원 이학연구과 교수
- 1997년 1월: 나고야 대학 대학원 이학연구과장, 나고야 대학 이학부장
- 2000년 4월: 나고야 대학 물질과학국제연구센터장
- 2001년 2월: 문부과학성 과학기술·학술심의회 위원
- 2001년 4월: 일본 학술진흥회 학술고문
- 2003년 7월: 독립행정법인 이화학연구소 이사장( ~ 2015년 3월[12])
- 2006년: 교육재생회의 단장
- 2015년 6월: 국립연구개발법인 과학기술진흥기구 연구개발전략센터장, 도레이 사외이사[19]
- 2015년 7월: 과학기술관 관장

### 명예 박사 학위
- 2016년: 포항공과대학교 명예 이학박사[20][21]

### 사회 공헌 활동
- 교육재생회의 단장
- 문부과학성 중앙교육심의회 위원(제3기 ~ 제4기)
- 문부과학성 국립대학 법인평가위원회(제1기 ~ 제2기)
- 일본 학술진흥회 글로벌 COE 프로그램 위원회 위원장
- 재단법인 오코치 기념회 평의원
- 사단법인 과학기술국제교류센터 이사
- 재단법인 나이토 기념 과학진흥재단 이사
- 재단법인 아사히 글라스 재단 이사
- 재단법인 스미토모 재단 평의원
- 재단법인 미즈타니 당질과학진흥재단 평의원
- 재단법인 도레이 과학진흥회 평의원
- 재단법인 야마다 과학진흥재단 평의원
- 특정비영리활동법인 일중산학관교류기구 이사
- 재단법인 이나모리 재단 이사
- 재단법인 과학기술교류재단 평의원
- 재단법인 헤이세이 기초과학재단 평의원

## 수상 경력
- 1978년: 마쓰나가상(‘신유기 합성 반응의 개발과 그 반응’에 대해서)
- 1982년: 주니치 문화상(‘신유기 화학 반응의 개척과 생리 활성 물질 합성에의 응용’에 대해서)[22]
- 1985년: 일본 화학회상(‘신규 유기 화학 반응 개척에 근거하는 생리 활성 물질의 합성’에 대해서)[23]
- 1988년: 센테너리상(왕립화학회)[24]
- 1989년: 도레이 과학기술상
- 1991년: 커크우드상(미국 화학회·예일 대학교)
- 1993년: 아사히상[25]
- 1993년: 테트라헤드론상(영국)
- 1995년: 일본 학사원상[23]
- 1997년: 아서 C. 코프상(미국 화학회)[23]
- 1997년: Chirality Medal(이탈리아 화학회)
- 1999년: 킹 파이살 국제상(사우디아라비아)[23]
- 2001년: 울프 화학상(이스라엘)
- 2001년: 로저 애덤스상(미국 화학회)[23]
- 2001년: 노벨 화학상
- 2009년: 로모노소프 황금 메달
- 2010년: Sir Derek Barton Gold Medal(왕립화학회)[26]
- 2022년: 역사적 화학 논문 대상(미국 화학회, ‘비대칭 촉매 반응에 관한 논문’에 대해서)[27]

### 상훈
- 1998년: 문화공로자
- 2000년: 문화훈장
- 2002년: 은배1조(기쿠몬)
- 2005년: 왕립학회 외국인 회원[28]
- 2011년: 명예 아이치현민장

## 가족·친족
- 증조부: 와타나베 지아키(백작, 궁내대신) ‐ 동생 와타나베 구니타케(자작, 대장대신)
- 큰아버지: 와타나베 지후유(자작, 사법대신) ‐ 사촌 와타나베 다케시, 와타나베 사토시
- 아버지: 노요리 가네키(시오카와 산시로와 와타나베 지카코의 삼남)
- 어머니: 스즈코(노요리 한지의 손녀, 노요리 다쓰지의 조카 딸이자 양녀)
- 의부: 오시마 마사미쓰(의학자, 도쿄 대학 의학부 명예교수)
- 처: 히로코(마사미쓰의 장녀, 교리쓰 약과대학 졸업)
- 장남: 에이지(요미우리 신문 기자, 히토쓰바시 대학 사회학부 졸업)[29]
  - 노요리의 노벨상 수상 발표 다음날에 열린 기자회견에서 대표 질문을 했다.
- 차남: 고지(현대미술작가, 도쿄 예술대학 미술학부 회화과 유화 전공 졸업)[29]

## 계보
- 노요리씨

| 아사부키 다이조 |        |        |        |        |        |  |  |          |          |          |          |          |          |  |  |                 |        |        |        |        |        |  |  |  |  |  |  |  |  |  |  |  |  |  |  |  |  |  |  |  |  |
|                 |        |        |        |        |        |  |  |          |          |          |          |          |          |  |  |                 |        |        |        |        |        |  |  |  |  |  |  |  |  |  |  |  |  |  |  |  |  |  |  |  |  |
|                 |        |        |        |        |        |  |  |          |          |          |          |          |          |  |  |                 |        |        |        |        |        |  |  |  |  |  |  |  |  |  |  |  |  |  |  |  |  |  |  |  |  |
| 겐조            | 겐조   | 겐조   | 겐조   | 겐조   | 겐조   |  |  | 에이지   | 에이지   | 에이지   | 에이지   | 에이지   | 에이지   |  |  | 한지            | 한지   | 한지   | 한지   | 한지   | 한지   |  |  |  |  |  |  |  |  |  |  |  |  |  |  |  |  |  |  |  |  |
| 겐조            | 겐조   | 겐조   | 겐조   | 겐조   | 겐조   |  |  | 에이지   | 에이지   | 에이지   | 에이지   | 에이지   | 에이지   |  |  | 한지            | 한지   | 한지   | 한지   | 한지   | 한지   |  |  |  |  |  |  |  |  |  |  |  |  |  |  |  |  |  |  |  |  |
| 가메조          | 가메조 | 가메조 | 가메조 | 가메조 | 가메조 |  |  | 쓰네키치 | 쓰네키치 | 쓰네키치 | 쓰네키치 | 쓰네키치 | 쓰네키치 |  |  | 다쓰지          | 다쓰지 | 다쓰지 | 다쓰지 | 다쓰지 | 다쓰지 |  |  |  |  |  |  |  |  |  |  |  |  |  |  |  |  |  |  |  |  |
| 가메조          | 가메조 | 가메조 | 가메조 | 가메조 | 가메조 |  |  | 쓰네키치 | 쓰네키치 | 쓰네키치 | 쓰네키치 | 쓰네키치 | 쓰네키치 |  |  | 다쓰지          | 다쓰지 | 다쓰지 | 다쓰지 | 다쓰지 | 다쓰지 |  |  |  |  |  |  |  |  |  |  |  |  |  |  |  |  |  |  |  |  |
|                 |        |        |        |        |        |  |  |          |          |          |          |          |          |  |  | 가네키          |        |        |        |        |        |  |  |  |  |  |  |  |  |  |  |  |  |  |  |  |  |  |  |  |  |
|                 |        |        |        |        |        |  |  |          |          |          |          |          |          |  |  |                 |        |        |        |        |        |  |  |  |  |  |  |  |  |  |  |  |  |  |  |  |  |  |  |  |  |
|                 |        |        |        |        |        |  |  |          |          |          |          |          |          |  |  | 료지 (노요리씨) |        |        |        |        |        |  |  |  |  |  |  |  |  |  |  |  |  |  |  |  |  |  |  |  |  |

- 외가 쪽 증조부 노요리 한지와 실업가 아사부키 에이지, 아사부키 쓰네키치, 게이오기주쿠 대학 교수인 아사부키 료지, 아사부키 산키치와는 친족 관계이다. 또한 아버지 가네키의 친아버지 시오카와 산시로(은행가)의 아내 시오카와 지나쓰는 와타나베 지아키(궁내상 백작)의 3녀이다. 따라서 귀족원 의원 와타나베 아키라, 아시아 개발 은행 초대 총재 와타나베 다케시, 와타나베 사토시(물리학자) 등은 아버지의 사촌에 해당한다. 와타나베가는 오야마 이와오의 집안과도 친척이다.
- ‘노요리’는 외가 쪽의 성이다. 아사부키 에이지의 동생이자 노요리 한지의 차남 지로(철도성 경리국장)와 이시의 장녀가 어머니 스즈코이다. 지로의 형 노요리 다쓰지(미쓰이 생명보험 초대 회장)와 시세이도 창업자 후쿠하라 아리노부의 딸 사이에 대를 이을 사람이 없었기 때문에, 아버지 가네키가 입양해서 ‘노요리’라는 성을 이어받아 스즈코와 결혼했다.[30]

## 주요 논문
- 노자키 히토시, 노요리 료지, 《カルベンの構造と反応性》, 유기합성화학협회지 1964년 22권 8호 p.603-614, doi:10.5059/yukigoseikyokaishi.22.603
- 노자키 히토시, 노요리 료지, 《カルベノイドの化学(その1)》, 1966년 24권 7호 p.519-531, doi:10.5059/yukigoseikyokaishi.24.519
- 노자키 히토시, 다카야 히데마사, 노요리 료지, 《カルベンおよびその錯体の有機反応に関する二三の研究》, 일본화학잡지 1966년 87권 12호 p.1261-1277,A73, doi:10.1246/nikkashi1948.87.12_1261
- 노요리 료지, 바바 유타카, 하야카와 요시히로, 《トロパンアルカロイドの新規一般合成法の確立》, 천연유기화합물토론회 강연요지집 17권 (1973) 세션 ID:43, doi:10.24496/tennenyuki.17.0_321
- 노요리 료지, 《金属錯体による新しい合成反応》, 화학의 영역 89, 1970, NAID 10006422026
- 노요리 료지 외, 《立体特異的合成 (金属錯体による新しい合成反応)》, 화학의 영역 증간(89), 309-330, 1970-03, NAID 40017572135
- 다카야 히데마사, 노요리 료지, 《遷移金属錯体の反応における立体化学》, 유기합성화학협회지 1974년 32권 1호 p.2-19, doi:10.5059/yukigoseikyokaishi.32.2
- 다카야 히데마사, 노요리 료지, 《鉄カルボニルを用いる有機合成反応における最近の進歩》, 유기합성화학협회지 1977년 35권 8호 p.615-631, doi:10.5059/yukigoseikyokaishi.35.615
- 야마모토 히사시, 노요리 료지, 《リチウム (金属の特性を活かした新しい有機合成反応)》, 화학의 영역 증간(117), p.19-43, 1977-09, NAID 40000430839
- 스즈키 마사아키, 스기우라 사토시, 가와기시 도시오, 스즈키 다케히코, 노요리 료지, 《プロスタグランジン類の新合成法》, 천연유기화합물토론회 강연요지집 23권 (1980) 세션 ID:20, doi:10.24496/tennenyuki.23.0_149
- 노요리 료지, 사토 쓰네오, 《C-ヌクレオシドの新合成法 (天然物化学1980B)》, 화학의 영역 증간(128), p169-184, 1980-05, NAID 40000431083
- 하야카와 요시히로, 노요리 료지, 《遷移金属の特性を利用した有機合成》, 유기합성화학협회지 1982년 40권 11호 p.1013-1026, doi:10.5059/yukigoseikyokaishi.40.1013
- 노요리 료지, 《有機合成化学における触媒 (これからの触媒--高い選択性とその広い用途を求めて)》, 화학과 공업 35(6), p.378-382, 1982-06, NAID 40000420647
- 스즈키 마사아키, 야나기사와 아키라, 노요리 료지, 《プロスタグランジン類の合成》, 천연유기화합물토론회 강연요지집 26권 (1983) 세션 ID:74, doi:10.24496/tennenyuki.26.0_569
- 노요리 료지, 《C2キラリティーとしなやかさ》, 화학과 생물 1984년 22권 11호 p.759-766, doi:10.1271/kagakutoseibutsu1962.22.759
- 노요리 료지, 《触媒的不斉合成》, 1992년 50권 12호 p.1131-1139, doi:10.5059/yukigoseikyokaishi.50.1131
- Ohkuma, T.; Ooka, H.; Hashiguchi, S.; Ikariya, T.; Noyori, R. (1995). “Practical Enantioselective Hydrogenation of Aromatic Ketones”. 《J. Am. Chem. Soc.》 117: 2675–2676. doi:10.1021/ja00114a043.
- 노요리 료지, 다카야 히데마사, 《超不斉触媒BINAP錯体--完全不斉合成に挑む》, 화학 43(3), p146-153, 1988-03, NAID 40000390708

## 저서
- 오시마 고이치로, 기타무라 마사토 편 (2002년). 《学問と創造 ノーベル賞化学者野依良治博士》 [학문과 창조 - 노벨상 화학자 노요리 료지 박사]. 가가쿠도진. ISBN 978-4759809152.
- 노요리 료지 (2002년). 《研究はみずみずしく ノーベル化学賞の言葉》 [연구는 생기있게 - 노벨 화학상의 말]. 나고야 대학 출판회. ISBN 978-4815804497.
- 노요리 료지 (2002년). 《人生は意図を超えて ノーベル化学賞への道》 [인생은 의도를 넘어서 - 노벨 화학상에의 길]. 아사히 센쇼(아사히 신문사). ISBN 978-4022597977.
- 노요리 료지 (2011년). 《事実は真実の敵なり 私の履歴書》 [사실은 진실의 적이다 - 나의 이력서]. 니혼케이자이 신문 출판사. ISBN 978-4532167721.

### 공저
- 다나베 고조, 노요리 료지 공저 (1980년). 《超強酸・超強塩基》 [초강산·초강염기]. 고단샤.
- 노요리 료지, 시바사키 마사카쓰, 스즈키 게이스케, 다마오 고헤이, 나카스지 가즈히로, 나라사카 고이치 공편 (1998년 ~ 2007년). 《大学院講義有機化学》 [대학원 강의 유기 화학]. 도쿄 화학 동인. ISBN 978-4807904846.
- 《化学:自然と社会へのかかわり 第17回「大学と科学」公開シンポジウム講演収録集》 [화학: 자연과 사회와의 관계 - 제17회 ‘대학과 과학’ 공개 심포지엄 강연 수록집]. 쿠바프로. 2003년. ISBN 978-4878050350.

## 같이 보기
- 노요리 비대칭 수소화 반응